# 對數尺度
對數尺度（英語：logarithmic scale）是一個非線性的測量尺度，用在數量有較大範圍的差異時。像黎克特制地震震級、聲學中的音量、光學中的光強度、及溶液的PH值等。
對數尺度是以數量級為基礎，不是一般的線性尺度，因此每個刻度之間的商為一定值。

## 常見用法
以下的數據若有數值較大的資料時，會用到對數尺度：
- 黎克特制地震震級及矩震級：研究地震或地球的運動時會用到。
- 分貝及奈培：在分析音量及電功率時。
- 音分、小二度、全音及純八度等有關音樂相對音高的術語。
- Logit：用在統計學的发生比中。
- 巴勒莫撞擊危險指數。
- 對數時間線
- 攝影中計算曝光量的焦比。
- 熱力學中的熵
- 信息论中信息
- 土壤的颗粒尺寸分布曲线
- 铀和化石燃料能量密度比較

以下的量也是用對數尺度，但較大的數量會對應較低（甚至為負）的值，
- 表示酸性的pH值。
- 表示恆星亮度的视星等。
- 地質學中表示粒徑的克倫賓尺度（Krumbein scale）
- 透光物體的吸光度

人類有些感官有對數的特性（韋伯-費希納定理），因此這些輸入適合用對數尺度表示，特別是聽覺會將二組比例相同的頻率認為是二組差距相同的音高。特別在隔離的部落中小孩的研究，發現對數尺度是人類很自然的表示方式。

## 圖表中的對數尺度
[[File:Logarithmic Scales.svg|thumb|400px|不同的尺度：線性–線性, {{le|半對數圖|Semi-log_plot|線性-對數、對數-線性、對數–對數。圖中有：y = 10 x（紅色）, y = x（綠色）, y = loge(x)（藍色）]]

不同的尺度：線性–線性, le|半對數圖|Semi-log_plot|線性-對數、對數-線性、對數–對數。圖中有：y = 10^{ x}（紅色）, y = x（綠色）, y = log_{e}(x)（藍色）

左上方的圖，X軸和Y軸都是線性的，Y軸從0至10。左下方的圖，只有Y軸是用log 10的尺度，因此Y軸從0至1000。
右上方的圖，只有X軸是用log 10的尺度，右下方的圖則是X軸和Y軸都用對數尺度。
若資料有以下特性時，用對數尺度來表示會比較方便：
- 資料有數量級的差異時，顯示對數可以同時顯示很大的資料和很小的資料。
- 資料有指數增長或冪定律的特性時，有對數尺度可以將曲線變為直線表示。

计算尺中就有對數尺度，诺谟图也常用對數尺度表示，二數的几何平均数就是在對數尺度中在二數中間的數。在電腦繪圖發明之前，常用有半對數刻度或是全對數刻度的繪圖紙來繪製半對數圖或全對數圖。

### 全對數圖
若縱坐標及橫坐標都是用對數的方式表示，這張圖稱為全對數圖。

### 半對數圖
若只有縱坐標或橫坐標用對數的方式表示，這張圖稱為半對數圖或半對數坐標系。

## 註解
1. ↑  嚴格來說不是0，但在此說明上已相當接近了

## 外部連結

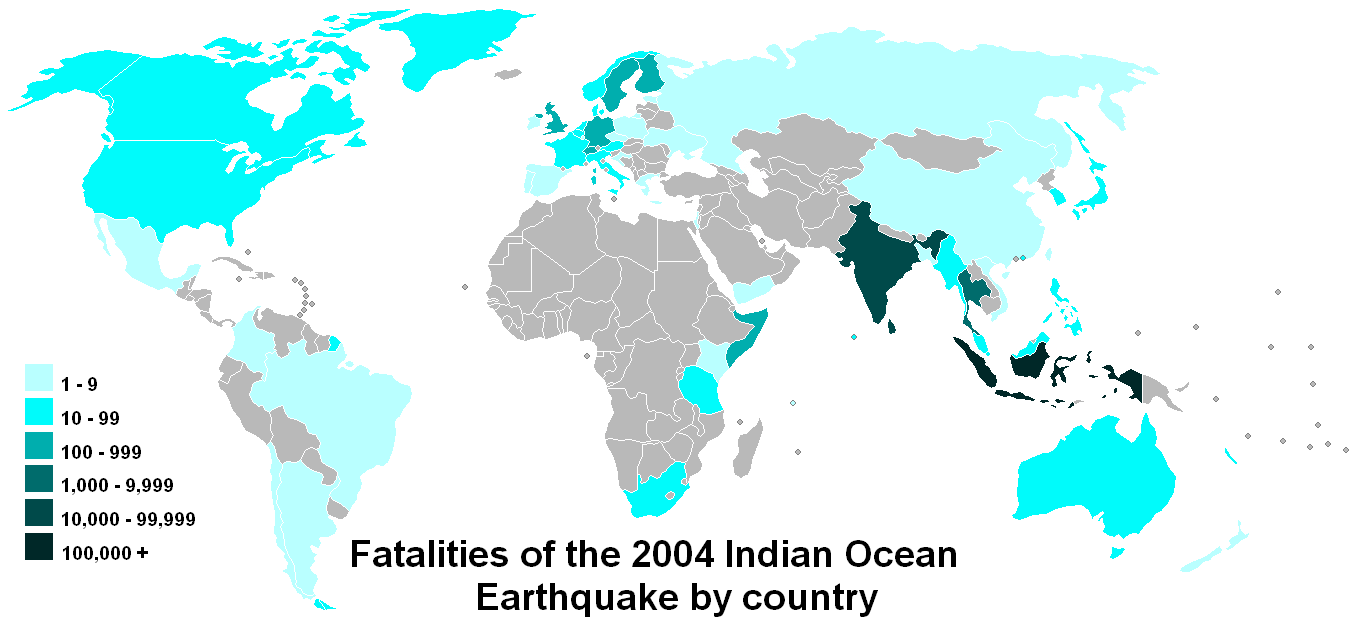
對數尺度方便比較一些大範圍的數據，例如地圖中的傷亡資料

- Why using logarithmic scale to display share prices? （页面存档备份，存于）
- Example Logarithmic Graph Paper Template
- 维基共享资源上的相關多媒體資源：對數尺度